# Tetraterpè
Els tetraterpens són terpens formats per vuit unitats d'isoprè (o quatre de monoterpè) i que tenen la fórmula molecular C40H64. Els tetraterpenoides (incloent-hi molts carotenoides) són tetraterpens modificats químicament, tal com indica la presència de grups funcionals que contenen oxigen.

## Tipus

Fórmula de la criptoxantina, un tetraterpenoide de color groc.

Un grup de tetraterpens, i possiblement el més estudiat, són els pigments de carotenoides malgrat que la seva fórmula general és C40H56 i no pas C40H64. Dins d'aquest grup destaca el beta-carotè, el pigment de les pastanagues, que és un dels més comuns i importants. Els carotenoides tenen funcions biològiques importants, amb rols en la captura de llum, l'activitat antioxidant i la protecció contra radicals lliures, la síntesi d'hormones vegetals i com a components estructurals de les membranes. A més a més de la seva rellevància biològica, els carotenoides són també compostos de gran valor per a les indústries alimentàries i farmacèutiques. Els carotenoides són biosintetitzats per organismes fotosintètics i no fotosintètics; no obstant això, en els organismes fotosintètics, són components essencials com a pigments accessoris per als centres de reacció d'absorció de la llum. Les xantofil·les són un altre grup de pigments de tetraterpens distribuïts àmpliament en la naturalesa. El licopè, el pigment vermell dels tomàquets és un exemple de tetraterpè acíclic.